# Rêmolo Aloise
Rêmolo Aloise (São Sebastião do Paraíso, 27 de agosto de 1944), é um médico, empresário e político brasileiro do estado de Minas Gerais.
Filiado ao PSDB, foi deputado estadual de 1991 a 2010, sendo que no último mandato esteve ocupando a vaga aberta pelo afastamento de Elbe Brandão. 
Foi prefeito de sua cidade natal, São Sebastião do Paraíso, com seu filho Daniel Aloise como seu vice. 
Renunciou após ser afastado pela Câmara dos Vereadores.

## Escândalos
Rêmolo Aloise e seus dois filhos foram condenados a devolver cerca de 4,6 milhões de reais que desviaram do SUS em 2006. O dinheiro seria destinado ao Hospital Sagrado Coração de Jesus, instituição privada à qual pertence a família Aloise.
Nesta época o Hospital Sagrado Coração realizou cirurgias de fimose em mulheres, pré-natal em crianças e homens e ultrassonografia em pessoas do sexo masculino. Além disso foram registrados pacientes que fizeram 18 consultas por dia, outros fizeram várias consultas ao mesmo tempo com o mesmo médico. Houve ainda pessoas que passaram pela Urgência duas vezes no mesmo dia. 
Estas denúncias foram apuradas pelo Ministério Público Federal.